# Rothschildia triloba
Rothschildia triloba is een vlinder uit de onderfamilie Saturniinae van de familie nachtpauwogen (Saturniidae).
De wetenschappelijke naam van de soort is, als Rothschildia orizaba triloba, voor het eerst geldig gepubliceerd door Lionel Walter Rothschild in 1907. De statusverandering werd door Brechlin & Meister in 2012 geëffectueerd.